# Lollar
Lollar – miasto w Niemczech, w kraju związkowym Hesja, w rejencji Gießen, w powiecie Gießen.
Miejsce urodzenia Heinza Macka (1931).